# Pseudobiantes japonicus
Pseudobiantes japonicus is een hooiwagen uit de familie Epedanidae.